# Polohy (huyện)
Huyện Polohy (tiếng Ukraina: Пологівський район, chuyển tự: Polohys’kyi raion) là một huyện của tỉnh Zaporizhia thuộc Ukraina. Huyện Polohy có diện tích 1344 kilômét vuông, dân số theo điều tra dân số ngày 5 tháng 12 năm 2001 là 48018 người với mật độ 36 người/km2. Trung tâm huyện nằm ở Polohy.